# Maxim Wakultschik
Maxim Wakultschik (* 23. Februar 1973 in Minsk) ist ein belarussischer Maler und Objektkünstler.

## Leben
Im Alter von elf Jahren besuchte Wakultschik das Belarussische Lyzeum der Künste, in dem er die folgenden sechs Jahre die Grundlagen der klassischen Kunst lernte. In diesen Jahren begeisterte sich Wakultschik für den deutschen Expressionismus, der sich in seinen damaligen Arbeiten widerspiegelt. Nach einem einjährigen Aufenthalt in Düsseldorf, den er als Gasthörer an der Kunstakademie nutzte, beschloss Wakultschik in Deutschland zu bleiben. Im Jahr 1992 begann Wakultschik ein Studium der Freien Kunst an der Kunstakademie Düsseldorf bei Beate Schiff und später bei Jannis Kounellis. In dieser Zeit schuf er vor allem Kreide-, Tusche- und Aquarellzeichnungen. Ab 1994 konzentrierte sich die Arbeit des Kunststudenten auf Reliefs, Skulpturen und Objekte. Seinen Akademiebrief erhielt Wakultschik im Jahr 2000, seitdem lebt und arbeitet er als freier Maler und Objektkünstler in Düsseldorf.

## Werk
Das Werk von Wakultschik beschäftigt sich mit Techniken, die die starren Grenzen des klassischen Bildes ausdehnen. Der Künstler erweitert seine Werke über die Bildgrenze hinaus ins Objekthafte. Das flache Bild in seiner realistischen Malerei wird durch verschiedene, teils selbst entwickelte Produktionstechniken zu einem konzeptuellen dreidimensionalen Objekt. Er wählt für die Arbeiten neben den klassischen Werkstoffen der Malerei auch Materialien wie Holz, Metall, Papier und Plexiglas. 
Im Mittelpunkt von Maxim Wakultschiks Werk steht das Portrait. Dargestellt als Gemälde, Objekt oder Relief stellt es bis heute eine Grundlage dar, in dessen Grenzen der Künstler seine Formsuche in verschiedenen Techniken betreibt.

## Ausstellungen (Auswahl)
- 2025: "Anya's Eye", Anya Tish Gallery, Houston, USA
- 2025: "Farben des Lichts", Essenheimer Kunstverein, Deutschland
- 2025: "Art Karlsruhe" mit Christian Marx Galerie, Art Galerie 7 und von fraunberg art gallery
- 2025: "Kompromiss", Galerie Seidel, Köln, Deutschland
- 2025: "Solo Show", Art Galerie 7, Köln, Deutschland
- 2025: "Behind the Point of Infinity", Christian Marx Galerie, Düsseldorf (Solo)
- 2025: "Face to Face", Felix Galery, Wien, Österreich
- 2025: "Divine Infinity", Gerhardt Braun Gallery, Madrid, Spanien (Solo)
- 2024: "Encounter", von fraunberg art gallery, Düsseldorf, Germany
- 2024: "Contemporary Istanbul" mit HOFA Gallery, Istanbul, Türkei
- 2024: "Knokke Art Fair" mit Burkhard Eikelmann Galerie, Knokke, Belgien
- 2024: "17. Art Austria" mit Rodler Gschwenter Gallery, Wien, Österreich
- 2024: "Art Karlsruhe" mit Christian Marx Galerie, Art Galerie 7 und von fraunberg art gallery
- 2024: "15th Anniversary Christian Marx Gallery", Christian Marx Galerie, Düsseldorf, Germany
- 2024: "DISCOVER", von fraunberg art gallery, Düsseldorf, Germany
- 2024: "Highlights", Burkhard Eikelmann Galerie, Düsseldorf, Germany
- 2023: "Maxim ́s Birthday, a Solo Show by Maxim Wakultschik", BAZZAR Gallery, Neuss mit Christian Marx Galerie, Düsseldorf (Solo)
- 2023: "Fragments: From the Origin to the Body", Impulse Gallery, Luzern, Schweiz (Solo)
- 2023: "Color Symphony in Dots", Christian Marx Galerie, Düsseldorf (Solo)
- 2023: "Art Position 23", Sight Galerie, Offenbach, Germany
- 2023: "Neue Romantik 3.0", Stiftung Kultur Korridor, Aachen, Germany
- 2022: "Maxim Wakultschik", Simyo Gallery, Seoul, Korea (Solo)
- 2022: "Skulpturale Malerei", Galerie in der Promenade, Fürth (Solo)
- 2022: "Face to Face", Galerie Kleebolte, Essen (Solo mit Patrizia Casagrande)
- 2022: "Great Things // Small Doses", COVA art gallery, Eindhoven, Niederlande
- 2022: "Time of Wonder", Skoufa Gallery, Athen, Griechenland
- 2021: "Colourful: Pointed", Galleria Sacchetti, Ascona, Schweiz (Solo)
- 2021: "Urban Jungle", von fraunberg art gallery, Düsseldorf (Solo mit Dorothee Liebscher)
- 2021: "Wakultschik Experience", Christian Marx Galerie, Düsseldorf (Solo)
- 2021: "Fragmented Realities", Gallery Ysebaert, Sint-Martens-Latem, Belgien (Solo)
- 2021: "Spatial Colors", Galerie Simon Nolte, Palma de Mallorca, Spanien (Solo)
- 2021: "Zeit – Raum – Realität", Art Galerie 7, Köln
- 2021: "Nit de l`Art in Palma de Mallorca", Galerie Simon Nolte, Palma de Mallorca, Spanien
- 2021: "Sein · Licht · Irritation · Spielerei", Galleria Sacchetti, Ascona, Schweiz
- 2020: "Pointillism 5.0", Christian Marx Galerie, Düsseldorf (Solo)
- 2020: "Maxim Wakultschik", Gallery Ysebaert, Sint-Martens-Latem, Belgien (Solo)
- 2020: "For your eyes only", COVA art gallery, Eindhoven, Niederlande (Solo)
- 2019: "Polymorphismus", Städtische Galerie ‚sohle 1’, Bergkamen (Solo mit Aljosha)
- 2019: "Shape Shifting", Städtische Galerie Schwabach, Künstlerbund Schwabach (Solo)
- 2019: "Perception". Janos Schaab | Maxim Wakultschik, Art Galerie 7, Köln
- 2017: Maxim's world of art, Art Galerie 7, Köln
- 2016: „Pure Pop – The Art of Popular Culture“, Christian Marx Galerie, Düsseldorf
- 2016: Kunst 16 Zürich, Switzerland, mit von Fraunberg Art Gallery
- 2016: „Monuments“, Christian Marx Galerie, Düsseldorf (Solo)
- 2016: Art Karlsruhe 16, mit von fraunberg art gallery
- 2016: „Gallery Artists“, von Fraunberg Art Gallery, Düsseldorf, Germany
- 2015: Kunst 15 Zürich, Switzerland, mit von fraunberg art gallery
- 2015: „Inline Unlimited“, von Fraunberg Art Gallery, Düsseldorf
- 2015: „Grand Opening“, Christian Marx Galerie, Düsseldorf
- 2015: „Hinter den Kulissen“, Christian Marx Galerie, Düsseldorf
- 2014: Kunst 14 Zürich, Zürich, Switzerland, mit von Fraunberg Art Gallery
- 2014: „After the fair & new positions“, von Fraunberg Art Gallery, Düsseldorf
- 2014: „Fine Art Summer“, Christian Marx Galerie, Düsseldorf
- 2014: „Face Time“, Galeria Nolte, Porto Colom, Islas Baleares, Spanien (Solo)
- 2014: „Face Time“, Galerie Nolte, Münster (Solo)
- 2013: „Gallery’s Choice“, von Fraunberg Art Gallery, Düsseldorf
- 2013: „Hall of Fame“, Christian Marx Galerie, Düsseldorf (Solo)
- 2013: „Ensemble terrible“, Christian Marx Galerie, Düsseldorf
- 2013: „New Objects“, von Fraunberg Art Gallery, Düsseldorf, Germany (solo)
- 2012: „Summertime“, von Fraunberg Art Gallery, Düsseldorf, Germany
- 2012: „Nomaden“, Christian Marx Galerie, Düsseldorf
- 2011: „Ost-West Nachtzug“, Städt. Galerie im Kulturzentrum „Altes Amtsgericht“, Petershagen (Solo)
- 2010: „Ambivalences“, Galerie Nolte, Münster (Solo)
- 2010: „Nachtzug nach Moskau“, Künstlerloge, Ratingen (Solo)
- 2010: Museum „Hof van Busleyden’“, Mechelen, Belgium (Katalog)
- 2009: Museum of Contemporary Art Taipei, Taiwan
- 2009: Kunstverein „Talstrasse“, Halle (Katalog)
- 2009: „Public Inside“, von Fraunberg Art Gallery, Düsseldorf (Solo)
- 2009: „Closely Watched Trains“, Galerie Anya Tish, Houston, Texas, USA (Katalog) (Solo)
- 2008: „Belarusian Perspectives“, Arsenal Galerie, Białystok, Polen (Katalog)
- 2008: HAN JI YUN Contemporary Space Gallery, Peking (Katalog)
- 2007: Kunsthalle „Neufer am Park“, Pirmasens (Solo)
- 2007: Galerie Burkhard Eikelmann, Düsseldorf (Katalog) (Solo)
- 2006: Galerie Anya Tish, Houston, Texas, USA (Katalog) (Solo)
- 2006: Kunstraum „Glashaus“, Düsseldorf (Solo)
- 2005: Neue Gesellschaft für bildende Kunst e.V., Berlin
- 2004: Galerie Anya Tish, Houston, Texas, USA (Katalog) (Solo)
- 2003: Karl Ernst Osthaus-Museum, Hagen
- 2003: Museum NRW-Forum, Düsseldorf (Katalog)

## Sammlungen / Auszeichnungen
- Sammlung Pohl (Marburg, Germany), Sammlung Adrienne Gräfin von Korff-Kerssenbrock (Prague, Czech Republic), Sammlung Red Bull (Salzburg, Austria), OMM/Odunpazari Modern  Museum (Turkey), 21C Museum (Louisville, USA), Städtische Galerie Arsenal (Białystok,  Poland), Sparkasse (Herne, Germany), PSD Bank Rhein-Ruhr (Düsseldorf, Germany), Adelta  Finanz AG (Düsseldorf, Germany), Taylor Wessing (Düsseldorf, Germany), Booz-Allen &amp;  Hamilton (Frankfurt, Germany), Fast Trade AG (Cologne, Germany), Bach, Langheid &amp; Dalmayr  (Cologne, Germany), ProFonds GmbH (Munich, Germany), Denk GmbH (Berlin, Germany),  Emprise Consulting GmbH (Düsseldorf, Germany), Hewlett Packard (Germany), Ernst &amp; Young,  Deutsche Allgemeine Treuhand AG (Frankfurt, Germany), AXA (Cologne, Germany), Qiagen  AG (Hilden, Germany), PwC Deutsche Revision AG (Düsseldorf, Germany), NEW AG  (Mönchengladbach, Germany)
- 2009: Anerkennungspreis, Kunstpreis Licht 2009 „Switch On!“, Gräfelfing
- 2006: Sonderpreis für Originalität, „Kunstpreis Wesseling“, Wesseling
- 2005: Preis der PSD Bank, Rhein-Ruhr
- 2001: 3. Preis, „Emprise Art Award 2001“, NRW-Forum Kultur und Wirtschaft, Düsseldorf
- 2001: 1. Preis für junge Kunst der Stadtwerke Herne AG, Herne
- 2001: 2. Kunstpreis der Sparkasse Bayreuth, Bayreuth
- 2000: 2. Platz, Caspar von Zumbusch-Preis, Herzebrock-Clarholz
- 2000: 3. Preis, Kö-Galerie, Düsseldorf
- 1987: 3. Preis, „Unionswettbewerb“, Moskau